# Lycaeides selda
Lycaeides selda är en fjärilsart som beskrevs av Higgins 1964. Lycaeides selda ingår i släktet Lycaeides och familjen juvelvingar. Inga underarter finns listade i Catalogue of Life.